# Waze
Waze és una aplicació de navegació GPS gratuïta que incorpora característiques de navegació, desenvolupada per Waze Mobile per a telèfons. L'11 de juny 2013, Google va adquirir Waze per 966 milions de dòlars.
Waze Mobile fou una empresa israeliana nascuda el 2006 com un projecte comunitari per digitalitzar el mapa d’Israel. El programador Ehud Shabtai, però, va acabar comercialitzant un sistema de navegació GPS gratuït per a mòbils i tauletes. El 2013, quan es va vendre a Google, tenia un centenar d’empleats.
Actualment suporta iOS, Android, Windows Mobile, Symbian, i BlackBerry. El novembre de 2010 Waze era utilitzat per 150.000 usuaris a l'Amèrica Llatina i tenia més d'1.5 milions d'usuaris a escala mundial.
Waze difereix del programari GPS tradicional en el fet que és una aplicació mantinguda per la comunitat d'usuaris i que aprèn de les rutes recorregudes pels seus usuaris per tal de poder proveir informació d'encaminament i actualitzacions de trànsit en temps real. És un producte gratuït amb el qual les persones poden reportar accidents, congestions de trànsit, controls de velocitat, punts d'interès entre altres coses. El programa requereix una connexió de dades (GPRS o Wifi) al dispositiu mòbil.

## Llicència
Fins a la versió 2.x Waze era distribuït sota llicència GPL versió 2, encara que aquesta llicència no s'estén a la cartografia que es genera amb el programari. A partir de la versió 3.x Waze ha passat a ser distribuït sota una llicència de programari lliure.

## Crítiques
Atès que per al seu funcionament necessita estar connectat a la xarxa GPRS (o superior) –de fet, igual que la majoria d'aplicacions de navegació turn-by-turn per a smartphones–, s'ha expressat la preocupació sobre el fet que l'aplicació ubicada en els telèfons intel·ligents es pot utilitzar per supervisar els moviments d'individus identificables.
Alguns defensors de la seguretat viària han expressat la seva preocupació pel potencial de l'aplicació Waze en distreure els conductors que l'utilitzen, amb una gran quantitat d'icones i notificacions que els posa en un major risc d'accident.
El març de 2014, els estudiants del Technion-Israel Institute of Technology van fer un intent amb èxit per "crear" un fals embús de trànsit.

## Crowdsourcing
Un dels aspectes únics de Waze és la possibilitat d'orientar els usuaris en funció de la informació proporcionada per la gent. Els usuaris de Waze poden informar multitud d'incidents relacionats amb el tràfic com: accidents o radars de la policia. Aquestes dades Waze les utilitza per ajudar altres usuaris alertant-los de la condició prèvia o fins i tot per a desviar l'usuari per tal d'evitar la zona conflictiva. A més de l'entrada dels usuaris, Waze també es basa en la informació de les agències estatals per als esdeveniments de trànsit com ara les obres a les carreteres. La idea que hi ha darrere és, com més gent proporcioni dades, més precisió tindrà Waze.